# Filament (3D-printer)

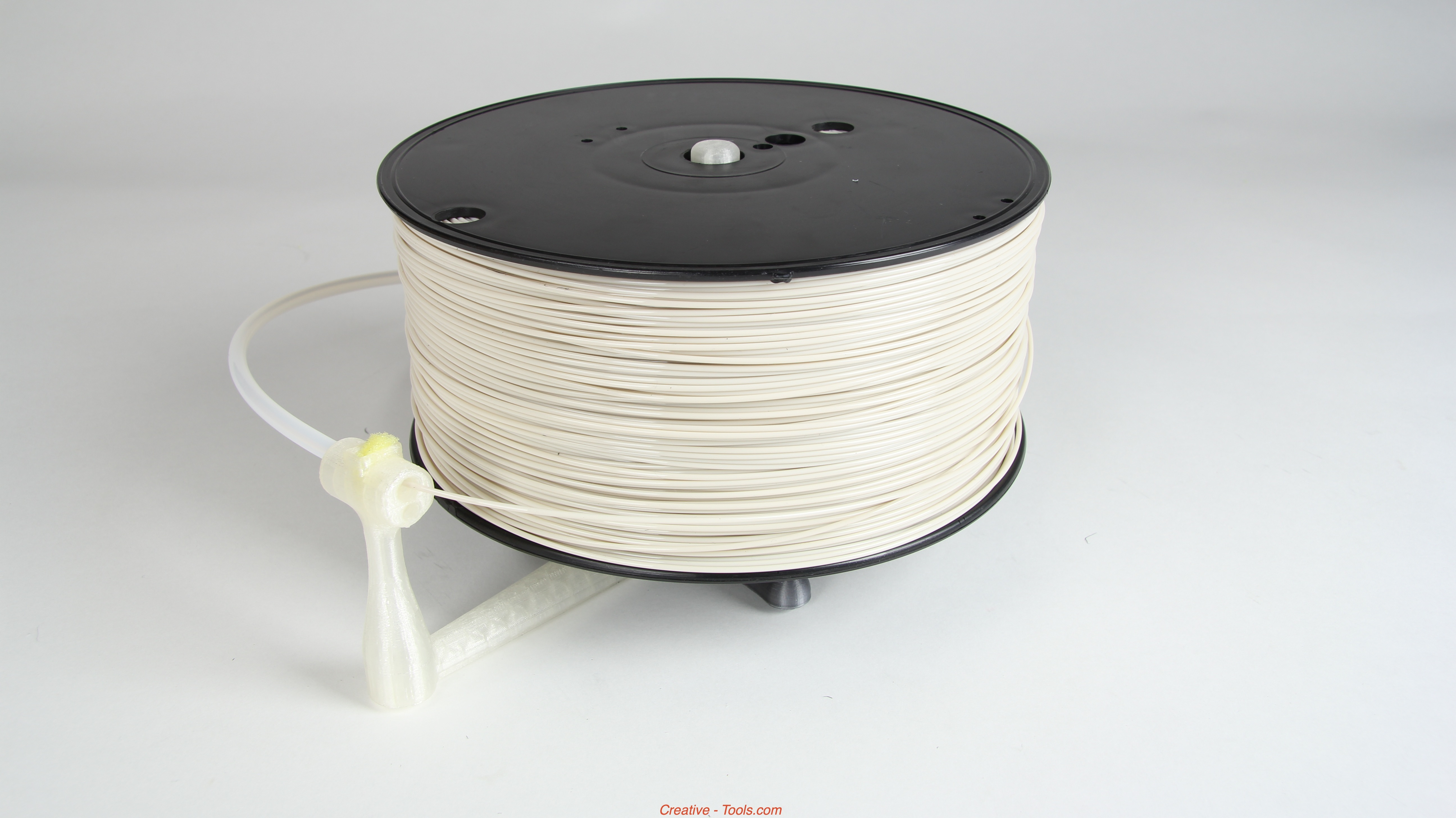
Filament

Filament is inkt voor een 3D-printer. 
Het wordt meestal gemaakt van een thermoplastic. De meest toegepaste plastics zijn polymelkzuur (PLA), ABS en PETG. Polymelkzuur wordt veelal gebruikt door beginners of voor nauwkeurige prints. ABS wordt daarentegen meer gebruikt voor sterkere objecten. Tijdens het printen met ABS komen ruikbare plasticdeeltjes vrij. ABS trekt krom tijdens het printen (dit wordt 'warping' genoemd). PETG is niet te ruiken tijdens het printen en is vrijwel even sterk als ABS. Het heeft door een lagere krimpfactor minder last van kromtrekken tijdens het printen. TPE is een filament van thermoplastisch elastomeer. Dit type filament blijft na het printen flexibel en is geschikt voor 3D-printtoepassingen waar een hogere flexibiliteit is vereist.
Filamenten zijn in verschillende kleuren verkrijgbaar. Door het toevoegen van kleurstoffen tijdens het productieproces is elke gewenste kleur te maken. Er is ook een filament met een antibacteriële / antimicrobiële werking. Tijdens het productieproces van dit filament is er naast een kleurstof een antimicrobieel middel toegevoegd. Toepassingen van dit filament zijn bijvoorbeeld objecten die in aanraking komen met voedsel en medische toepassingen zoals een prothese of orthese.